# Maria Moczydłowska
Maria Moczydłowska z domu Grzymkowska (ur. 4 października 1886 w Łomży, zm. 26 kwietnia 1969 w Sopocie) – polska polityk, posłanka na Sejm Ustawodawczy (1919–1922) z ramienia Narodowego Zjednoczenia Ludowego (NZL), aktywistka feministyczna, nauczycielka, działaczka organizacji społeczno-oświatowych, działaczka ruchu spółdzielczości. Pierwsza kobieta, która zabrała głos na posiedzeniu Sejmu jako posłanka.

## Życiorys
W 1905 roku uczestniczyła w rewolucji i strajku szkolnym. Nauczała w Kaliszu, Łomży i Warszawie. Wraz z mężem pracowała w szkole rolniczej w Liskowie, współpracując blisko z propagatorem spółdzielczości księdzem Wacławem Blizińskim, współtwórcą NZL. W 1913 roku opublikowała książkę Wieś Lisków.

### Działalność polityczna i feministyczna
Dzięki poparciu ks. Blizińskiego młoda nauczycielka została wybrana z okręgu wyborczego nr 30 w Częstochowie do Sejmu Ustawodawczego; była w nim jedną z zaledwie ośmiu posłanek. Pełniła funkcję sekretarza Klubu Narodowego Zjednoczenia Ludowego. Była członkinią sejmowych komisji: ochrony pracy, oświatowej oraz opieki społecznej.
Podczas przemówienia sejmowego w maju 1919 zadeklarowała ponadpartyjną współpracę posłanek. Jako cele ich posłannictwa wymieniła pomoc osobom ubogim i dzieciom zaniedbanym, podniesienie poziomu moralnego społeczeństwa oraz zniesienie reglamentacji prostytucji. Równouprawnienie kobiet i mężczyzn określiła w swoim wystąpieniu jako kwestię zasadniczą dla ustroju państwa polskiego.
Jako posłanka działała na rzecz prohibicji, zakazu produkcji i sprzedaży alkoholu do celów spożywczych. W tej sprawie ściśle współpracowała z posłanką Zofią Moraczewską, należącą do Związku Parlamentarnego Polskich Socjalistów. 20 kwietnia 1920 roku w Komisji Zdrowia Publicznego zabrakło jednego głosu do zatwierdzenia projektu Moczydłowskiej, wprowadzającego pełną prohibicję. Uchwalono jednak ustawę o ograniczeniach w spożyciu i sprzedaży napojów alkoholowych, zwaną nawet „lex Moczydłowska”.
Jako sprawozdawczyni Komisji Opieki Społecznej poparła wniosek Z. Moraczewskiej o objęcie niezwłoczną, instytucjonalną opieką dzieci potrzebujących pomocy. Niekiedy, gdy nie zgadzała się ze stanowiskiem klubu NZL, uciekała się do forteli. Jej "zasłabnięcie" i opuszczenie sali podczas obrad Sejmu 10 lipca 1919, przyczyniło się do przyjęcia przewagą jednego głosu uchwały o zasadach reformy rolnej (klub NZL był przeciw). 16 marca 1921 roku opuściła salę sejmową, by "zatelefonować", dzięki czemu przewagą trzech głosów przeszła poprawka lewicy do konstytucji marcowej, usuwająca wirylistów ze składu przyszłego senatu (ponownie jej klub był przeciw).
21 listopada 1919 wraz z innymi posłankami sprzeciwiła się dyskryminacji kobiet w przyznawaniu nauczycielskiego nadzwyczajnego dodatku drożyźnianego (zgodnie z ustawą z lipca 1919 dodatek mógł być wypłacany jedynie mężowi). 20 stycznia 1920 Moczydłowska, Gabriela Balicka-Iwanowska i Zofia Moraczewska złożyły wniosek na rzecz wycofania przepisów pozbawiających kobiety polskiego obywatelstwa z chwilą poślubienia cudzoziemców. Wniosek posłanek został odrzucony przez posłów.

### Okres międzywojnia
Po zakończeniu kadencji Sejmu Ustawodawczego Moczydłowska bezskutecznie ubiegała się o reelekcję, co było następstwem klęski w wyborach w listopadzie 1922 stworzonej przez lidera NLZ Leopolda Skulskiego listy wyborczej Polskiego Centrum. Działacze w większości (jak i sam Skulski) przystąpili do PSL "Piast". Po okresie pracy poselskiej Moczydłowska była organizatorką polskich szkół we Francji oraz kursów wakacyjnych dla nauczycieli polonijnych. Następnie pracowała w kuratorium w Warszawie w dziale oświaty dla dorosłych.

### Po 1939 i w PRL
W czasie II wojny światowej prowadziła tajne nauczanie. Po wojnie była m.in. przewodniczącą Koła Spółdzielców przy PSS „Społem” w Sopocie, Towarzystwa "Trzeźwość" i członkiem zarządu Związku Kółek Rolniczych w Warszawie. W 1959 została uhonorowana srebrną odznaką na Międzynarodowym Zjeździe Spółdzielczyń w Warszawie. Pełniła funkcję wiceprzewodniczącej Kół Gospodyń Wiejskich w Częstochowie i Warszawie. Była członkinią Związku Nauczycielstwa Polskiego i Polskiej Zjednoczonej Partii Robotniczej. Pochowana na cmentarzu katolickim w Sopocie (kwatera I1-2-2).

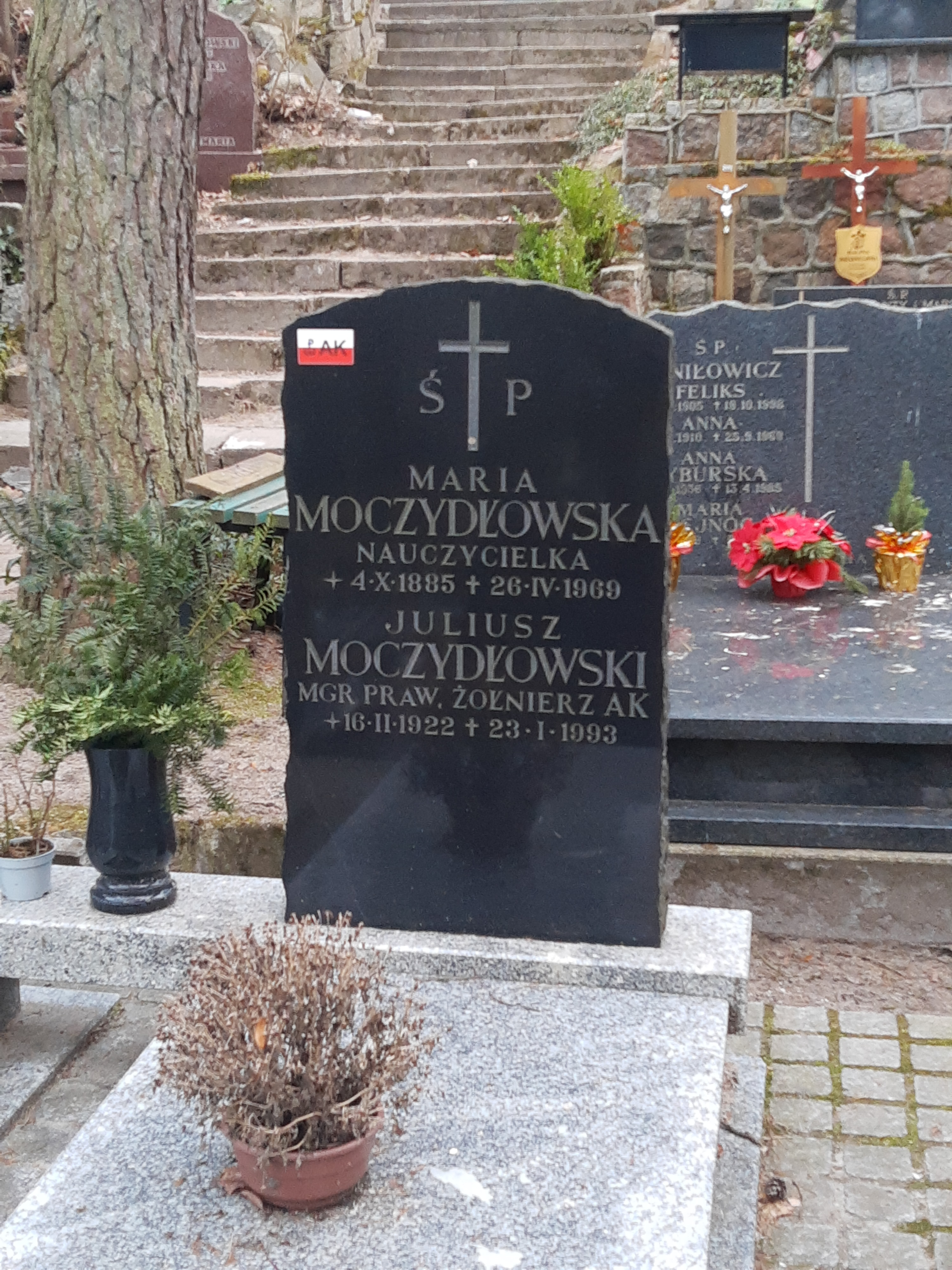
Grób Marii Moczydłowskiej na cmentarzu katolickim w Sopocie

## Życie prywatne
Jej pierwszym mężem był działacz oświatowy, dyrektor szkoły rolniczej w Liskowie, Mieczysław Moczydłowski (1887–1925), drugim – urzędnik skarbowy Tymoteusz Niekrasz.

## Odznaczenia
- 1960: Złoty Krzyż Zasługi,
- 1960: Medal Dziesięciolecia Odzyskanej Niepodległości,
- 1960: Krzyż Kawalerski Orderu Odrodzenia Polski,
- 1959: Srebrny Krzyż Zasługi,
- 1959: srebrna odznaka na Międzynarodowym Zjeździe Spółdzielczyń w Warszawie,
- 1948: Złoty Krzyż Zasługi[9].